# 시사난타H
시사난타H는 한국일보 기자들이 만드는 팟캐스트 방송이다. 2011년 10월 17일부터 시작되었다.